# Нижегородский округ
Нижегородский округ — административно-территориальная единица Нижегородского края, существовавшая в 1929—1930 годах. Административный центр — город Нижний Новгород.

## История
Был образован 15 июля 1929 года в составе Нижегородского края на базе упраздненных Городецкого, Краснобаковского, Лысковского, Нижегородского и Семеновского уездов Нижегородской губернии.
30 июля 1930 года Нижегородский округ, как и большинство остальных округов СССР, был упразднён. Его районы отошли в прямое подчинение Нижегородского края.

## Административное деление
Округ был разделён на 18 районов:
- Балахнинский
- Богородский
- Больше-Мурашкинский
- Борисово-Покровский
- Борский
- Варнавинский
- Воротынский
- Воскресенский
- Городецкий
- Дальнеконстантиновский
- Дзержинский район
- Ковернинский
- Красно-Баковский
- Лысковский
- Печерский
- Работкинский
- Семёновский
- Спасский